# Olivia Mellegård
Lina Olivia Mellegård, född 17 juni 1996 i Tynnereds församling, Göteborg, är en svensk handbollsspelare (vänstersexa).

## Karriär
Olivia Mellegård började spela handboll för Önnereds HK då hon var sex år gammal, och var tidigt framgångsrik. Hon blev uttagen i juniorlandslaget och var med och vann U17-EM 2013. Hon blev uttagen i turneringens All-Star Team. Det blev fler framgångar i ungdomslandslagen med brons i Ungdoms-OS 2014 och brons i U19-EM 2015. Hon spelade i elitserien för Önnered till våren 2015. Då ramlade klubben ur elitserien och Olivia Mellegård valde att gå till IK Sävehof. Efter en säsong med Sävehof fick Olivia Mellegård debutera i A-landslaget, mot Island 2016. Några månader senare mästerskapsdebuterade hon vid EM 2016 på hemmaplan. Efter säsongen 2018-2019 lämnade Mellegård Sävehof för en plats i danska ligan i København Håndbold. Före starten för damehandboldsligaen hösten 2020 skadade Olivia Mellegård korsbandet i en träningsmatch. I mars 2022 skadade hon korsbandet ännu en gång. Sedan 2022 har hon åter kontrakt med IK Sävehof.

## Släktskap
Olivia Mellegård är systerdotter till före detta handbollsspelaren Mikael Mellegård och kusin till nuvarande spelaren Emil Mellegård. Hennes far Glenn Gustavsson och hennes farbror Sören Gustavsson är också före detta elitspelare i handboll. Även brodern Pontus Mellegård spelar handboll på elitnivå.

## Meriter  i klubblag
- Svensk mästare fyra gånger (2016, 2018, 2019 och 2023) med IK Sävehof
- Svensk cupmästare 2023 och 2024 med IK Sävehof